# 13678 Shimada
13678 Shimada este un asteroid din centura principală de asteroizi.

## Descriere
13678 Shimada este un asteroid din centura principală de asteroizi. A fost descoperit pe 6 iulie 1997 la Nanyo de Tomimaru Okuni. El prezintă o orbită caracterizată de o semiaxă mare de 2,81 ua, o excentricitate de 0,18 și o înclinație de 13,9° în raport cu ecliptica.